# Yakisugi

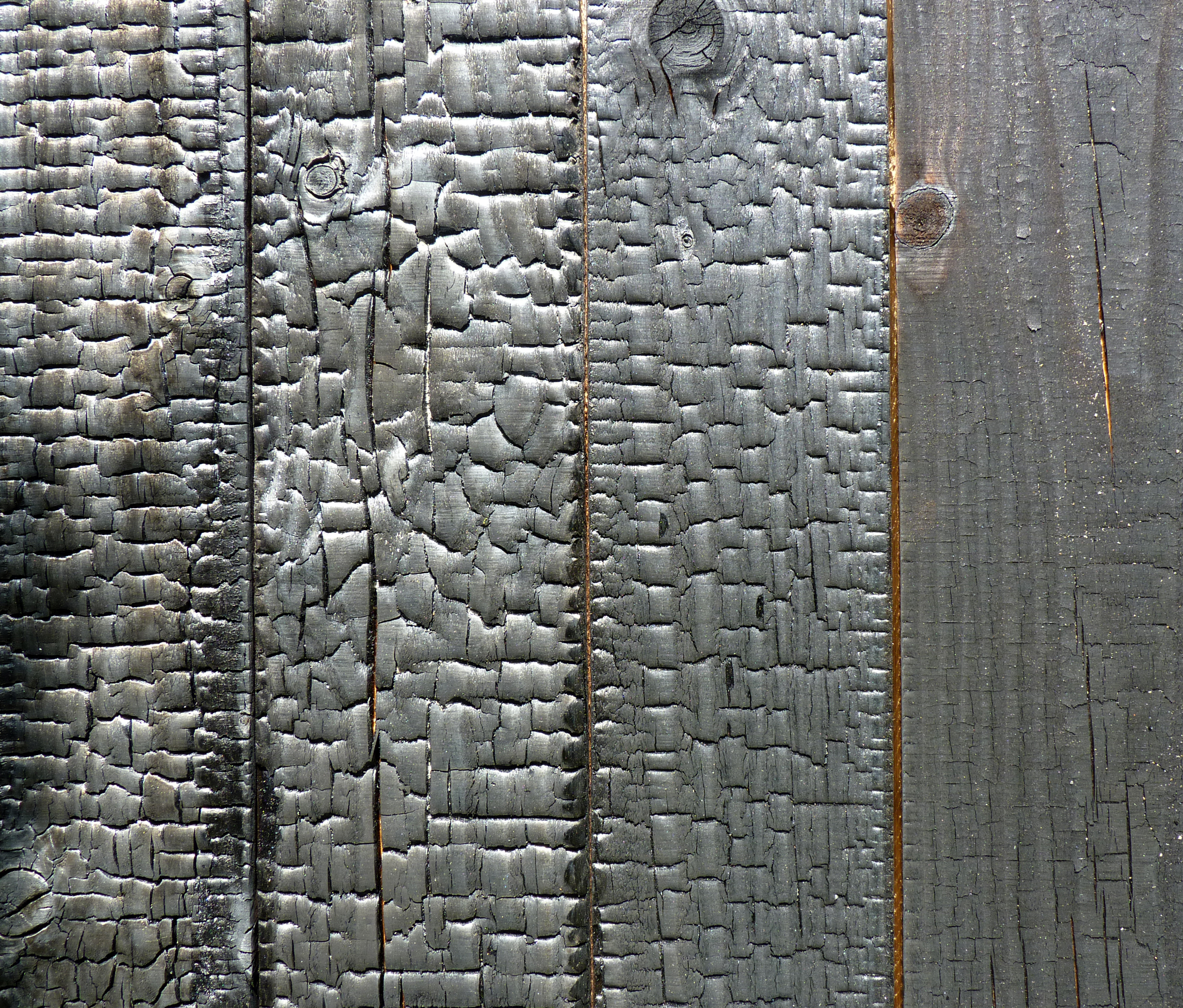
Aparência da madeira tratada com esta técnica, da madeira muito queimada para a queimadura superficial

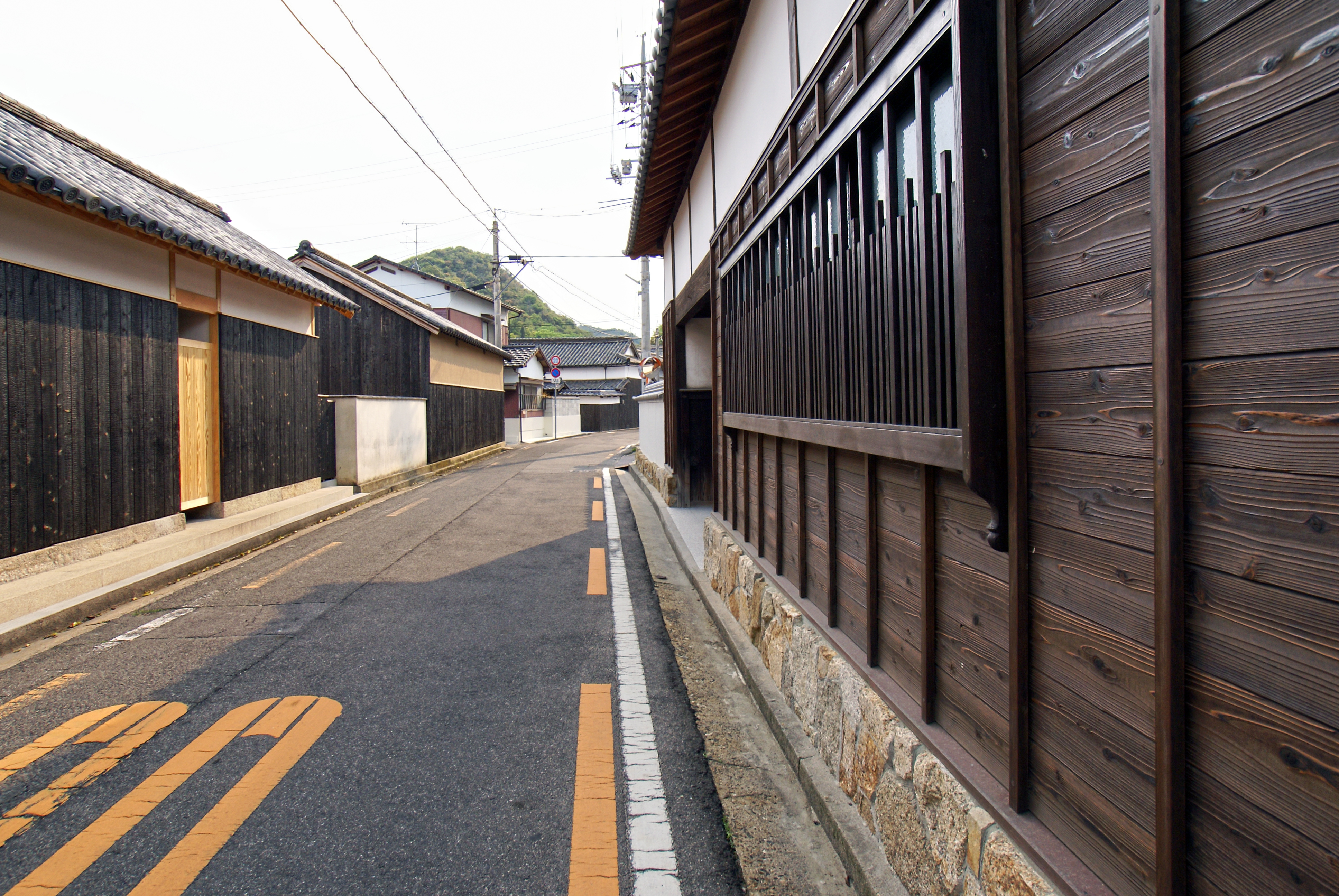
Casas em Naoshima usando este tipo de revestimento

O yakisugi ((焼き杉, cedro queimado) ou shou-sugi-ban  é uma técnica de proteção da madeira japonesa que consiste na queima profunda duma face duma tábua de madeira. O material fica assim mais resistente ao fogo, aos insetos e os fungos. Essa técnica é cada vez mais reutilizada por arquitetos como  Terunobu Fujimori e foi proposta para um projeto do Guggenheim de Helsinki.

## Origem
O yakisugi é originário do Japão, desenvolveu-se mais a partir do século XVIII, na região do mar de Seto como em Nashima, Seto e Setouchi. As paredes em yakisugi ainda hoje são  muito presente nessas ilhas. Também podemos ver exemplos dessa técnica em casas de chá e outras casas típicas nos velhos bairros de Kyoto ou Nara.

## Uso contemporâneo

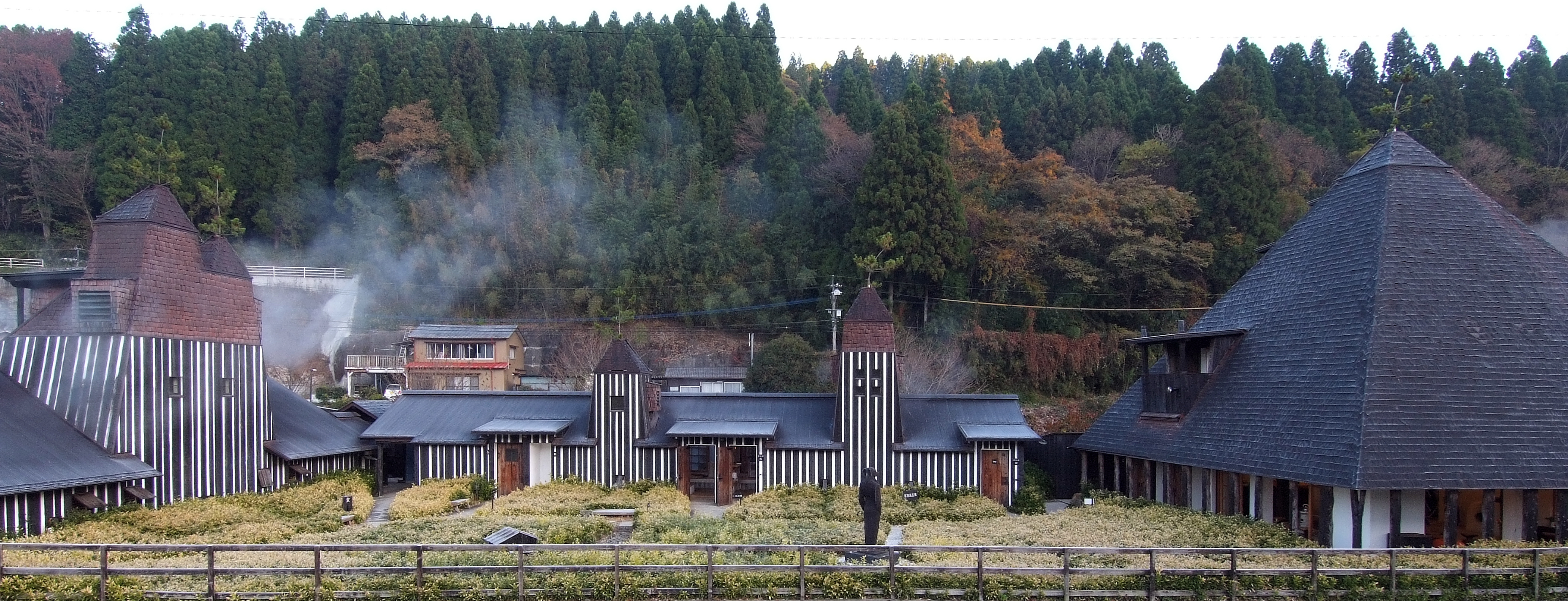
Lamune Hot Spring House, em Taketa Ōita, Japão, obra de Terunobu Fujimori de 2005

Há muito considerado um material obsoleto, o yakisugi está hoje despertando um renovado interesse. O arquiteto japonês Terunobu Fujimori usou a técnica yakisugi durante várias décadas em seus projetos. Esse material é utilizado principalmente para casas uni-familiares.

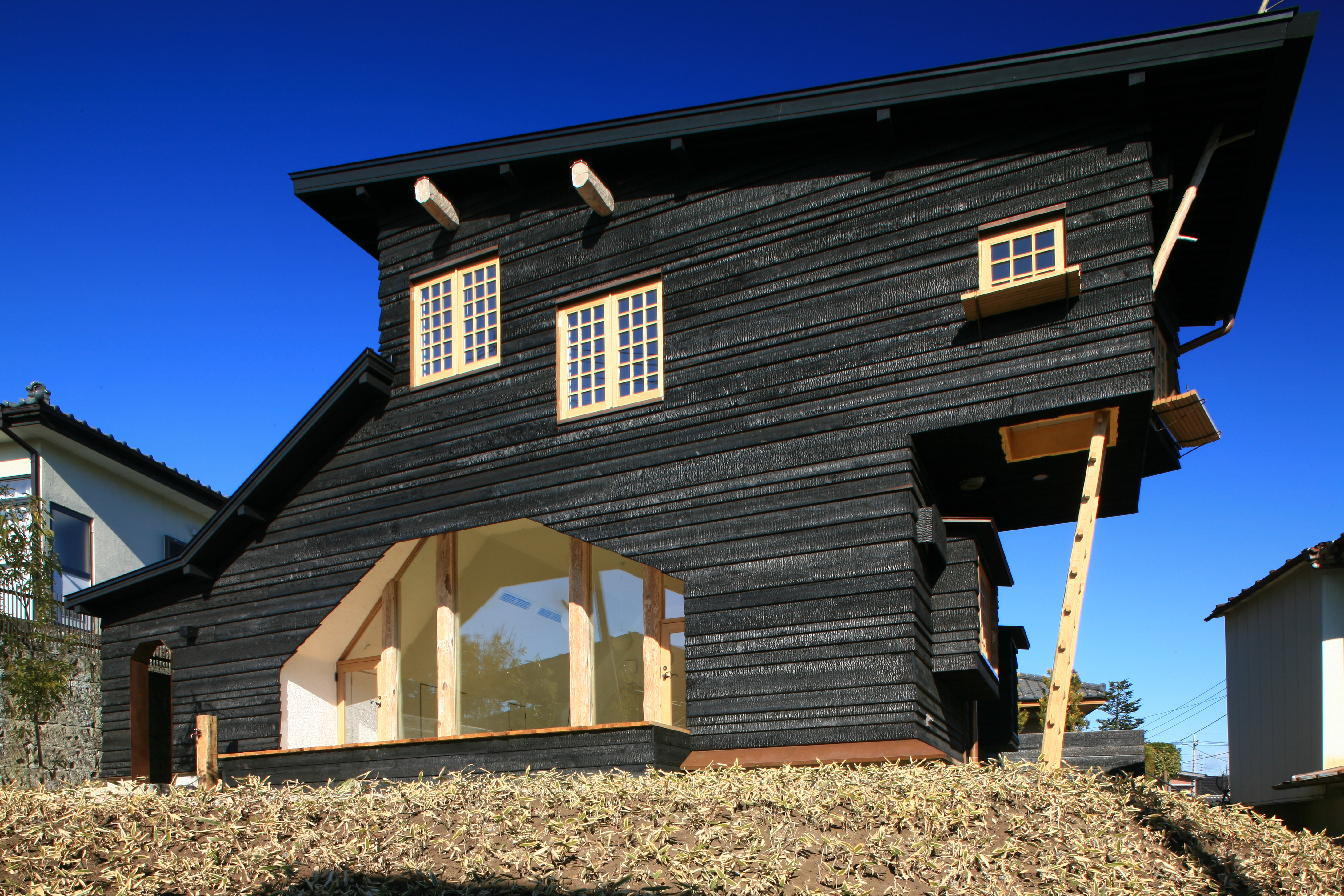
Uso do shou-sugi-ban para a Coal House, do arquiteto Terunobu Fujimori

## Produção

### Método tradicional
A madeira utilizada originalmente é a sugi, conhecida como cedro japonês. Mas na verdade: o nome científico desta espécie endémica do Japão é Cryptomeria japonica, portanto é um cipreste.
A madeira utilizada deve estar seca, cortada em tábuas compridas. O ideal é que a queima seja sempre feita na faixa externa do antigo tronco.
O processo de produção artesanal segue as etapas seguintes :
- três pranchas são amarradas por uma corda ou por um arame, com uma cunha em cada canto, formando assim uma chaminé;
- a chaminé é colocada por cima duma fogueira, onde uma bola de papel é acesa em sua base para acender o interior;
- um fumo branco aparece primeiro se a madeira não estiver completamente seca, é a água que evapora. A queima realmente começa quando o fumo fica mais escuro;
- a chaminé queima durante vários minutos de um lado, depois é virada de baixo para cima para que a queima seja homogénea em toda a altura das tábuas;
- no fim do tempo, as tábuas ainda em chamas são separadas e imersas em água para interromper a combustão;
- finalmente, eles são armazenados para secagem antes de serem instaladas.

### Produção moderna

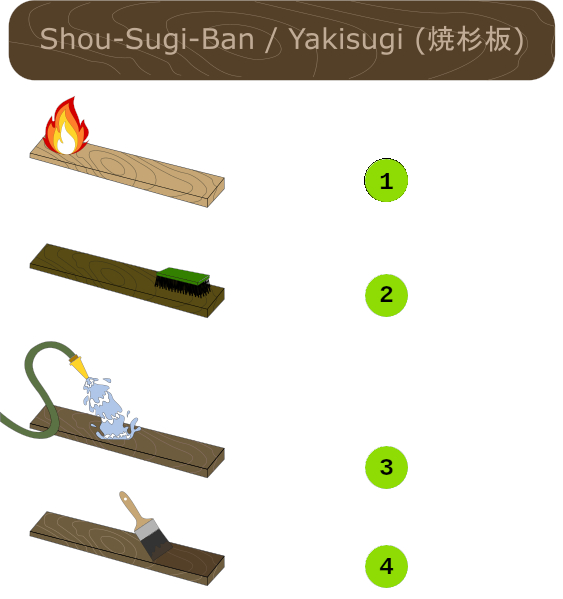
Etapas da técnica Yakisugi:
1 Queima da madeira
2 Escovagem
3 Lavagem
4 Proteção adicional com óleo

Podemos distinguir diferentes tipos de produção, desde a mais artesanal até a mais industrializada. :
- As tábuas são carbonizadas de forma mais ou menos controlada com uma tocha a gás (maçarico) ou um braseiro; Depois dependendo dos gostos ou da finalidade, ficam assim ou são escovadas, lavadas e untadas com óleo natural quente de cedro, mogno ou linho.[5]

- As tábuas são carbonizadas num forno, cuja temperatura e tempo de queima são controlados por um operador ou de forma automatizada.

### Faça Você Mesmo
Diante da simplicidade do processo de produção artesanal, muitos projetos são executados por não profissionais. Valorizando acima de tudo a qualidade estética do material, usada tanto em revestimento externo, como interno ou em mobiliário. No entanto, trata-se de um uso que se afasta do papel original da madeira queimada, feita para proteger residências em climas húmidos.
Essa estratégia Do It Yourself é regularmente usada em projetos, como o da ampliação de uma casa em França executado pelo escritório de arquitetura NeM. Diante da impossibilidade de encontrar uma empresa para fornecer a madeira queimada, a equipe decidiu produzi-la por conta própria, testando várias soluções de queima.

## Especificidades técnicas

### Composição
A queima confere à madeira uma estrutura heterogénea. Quatro camadas podem ser distinguidas (indo de fora para dentro da fachada):
- carvão, carbono;
- alcatrão;
- madeira pirolisada;
- madeira maciça, não atingida pelo calor.

Este método se distingue de outros tratamentos térmicos de madeira por torrefação ou retificação. Na verdade, esses métodos degradam a estrutura lenhosa da madeira e a tornam inadequada para o uso como madeira estrutural. Não é o caso da madeira queimada, uma vez que apenas a superfície é afetada pela combustão. A madeira maciça que compõe o resto da tábua mantém sua capacidade estrutural.

### Resistência ao fogo
A madeira queimada tem uma superfície composta por carvão. O carbono que a compõe tem uma mais fraca condutividade térmica de 0,055 W/mK  e, portanto, é muito mais lento para inflamar do que a madeira não queimada com uma condutividade térmica de 0,36 W/mK. Um estudo da Associação Kansai para a Pesquisa em Habitação Tradicional, no Japão, descobriu que uma casa tradicional (machiya) revestida de madeira queimada leva mais tempo para pegar fogo do que uma fachada com revestimento de madeira  não tratada. A temperatura da fachada em shou-sugi-ban aumenta mais lentamente do que as outras, e é mantida em um grau mais baixo quando se incendeia.
A madeira queimada está surgindo como uma opção atraente no combate a incêndios em construções de madeira. Em teoria, se for corretamente dimensionada, uma madeira queimada poderia, portanto, ser usada como madeira estrutural.

### Resistência a insetos xilófagos
A superfície de carbono não tem valor nutricional para os insetos xilófagos. A camada de madeira pirolisada dificilmente contém qualquer celulose ou hemicelulose e, portanto, também tem muito pouco valor nutritivo.

### Resistência a fungos lignolíticos
Os fungos comedores de madeira têm a capacidade de digerir os componentes que garantem a rigidez estrutural da madeira: lignina e celulose. Eles prosperam quando se beneficiam desta fonte de nutrientes, bem como de humidade e calor suficientes. A superfície de carvão vegetal da madeira queimada não contém nutrientes para fungos e, portanto, está protegida. Por outro lado, o resto não queimado da tábua deve ser protegido de fungos por uma implementação estratégica: a instalação escolhida deve permitir o escoamento da água para evitar a estagnação e garantir uma boa ventilação das tábuas.

### Interesse ecológico
O yakisugi desperta um interesse renovado em projetos arquitetónicos que visam a alta qualidade ambiental. Deste ponto de vista, a técnica tradicional apresenta várias vantagens:
- nenhum uso de produtos químicos sintéticos. Apenas alguns óleos naturais são usados às vezes.
- nenhum material específico a ser implementado.
- nenhum uso de fonte de energia adicional, como gás.

No caso da produção industrial, essas vantagens podem desaparecer rapidamente. Na verdade, muitas empresas oferecem acabamentos com produtos sintéticos (corantes, tintas, vernizes, ou resinas ). Esta utilização pode ter uma finalidade estética (dar uma cor que a madeira não tem naturalmente, alterar a sua textura) ou prática (prolongar a vida da madeira), mas tem impacto no meio ambiente. Também exigirá que o usuário faça a manutenção regular da madeira, o que não é necessário para madeira queimada não tratada.

### Interesse estético

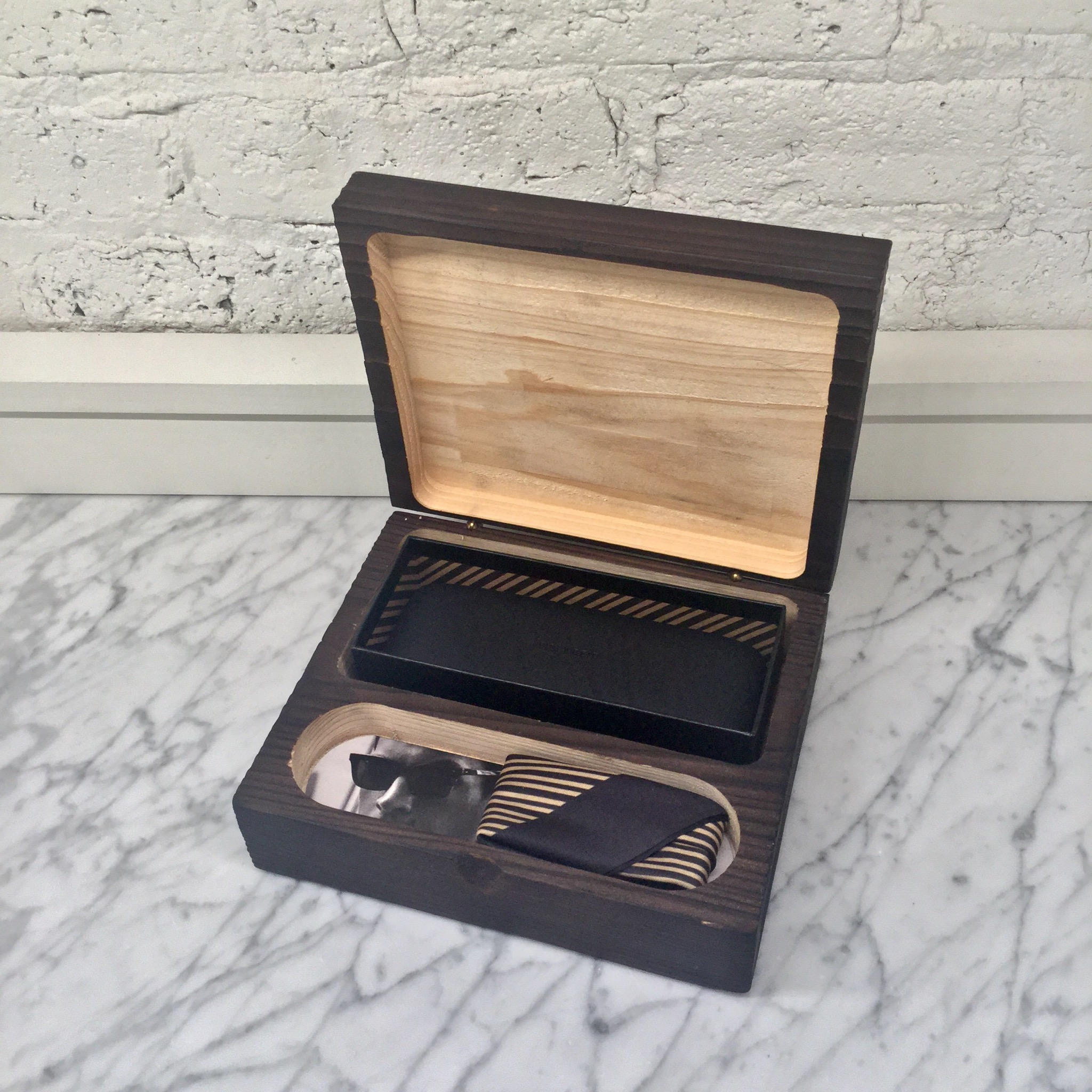
Caixa de madeira feita com a técnica Yakisugi

A madeira queimada original é na cor preta carvão. A sua superfície apresenta uma textura escamosa mais ou menos espessa e densa. Cor e textura podem ser facilmente combinadas com outros materiais, de forma a obter um design mais contemporâneo.
Vários parâmetros podem ser modificados de acordo com a aparência final desejada: temperatura e duração da queima, método de queima, espécie de madeira utilizada e tratamento de superfície (escovagem, óleo, verniz , etc.)

### Envelhecimento
Uma vez instalada e sujeita aos caprichos do clima, a madeira queimada muda de aparência. Este processo é normal e deve ser levado em consideração no planeamento da instalação deste material. O envelhecimento é mais ou menos longo e homogéneo: depende em particular do método de queima, da qualidade e do tipo de instalação e da orientação da fachada.
Podemos distinguir várias etapas do envelhecimento do material quando ele não é tratado:
- patina da camada de carvão, aparência de reflexos azulados / amarelos / brancos;
- lavagem mais ou menos regular da camada de carbono friável;
- aparência de anéis de madeira e madeira não carbonizada.

Quando a madeira queimada é tratada, é necessário planear uma manutenção regular, como se faria com uma madeira tradicional.

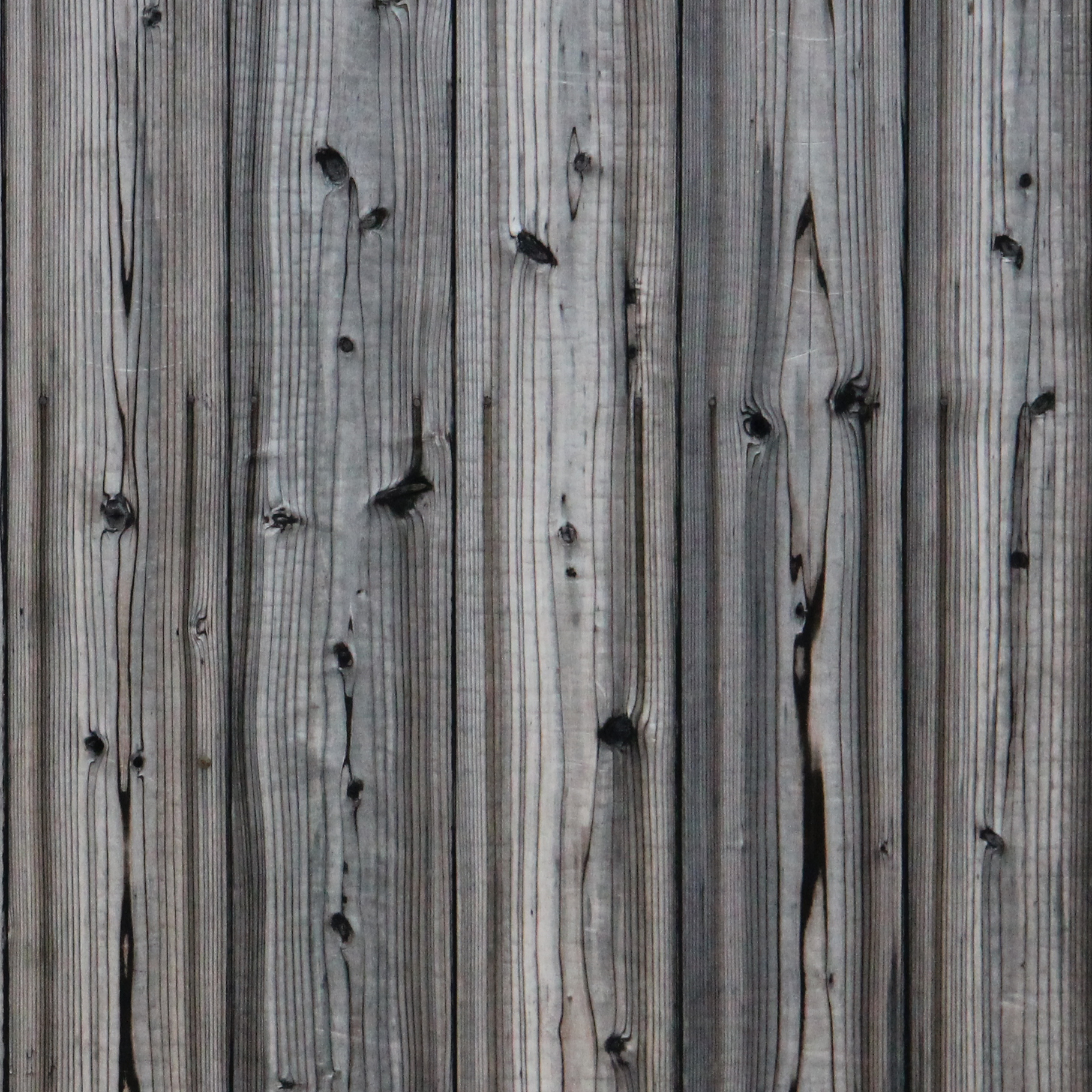
Fachada antiga em yakisugi: a madeira exposta sob o carvão ficou cinza, os nós permaneceram queimados.
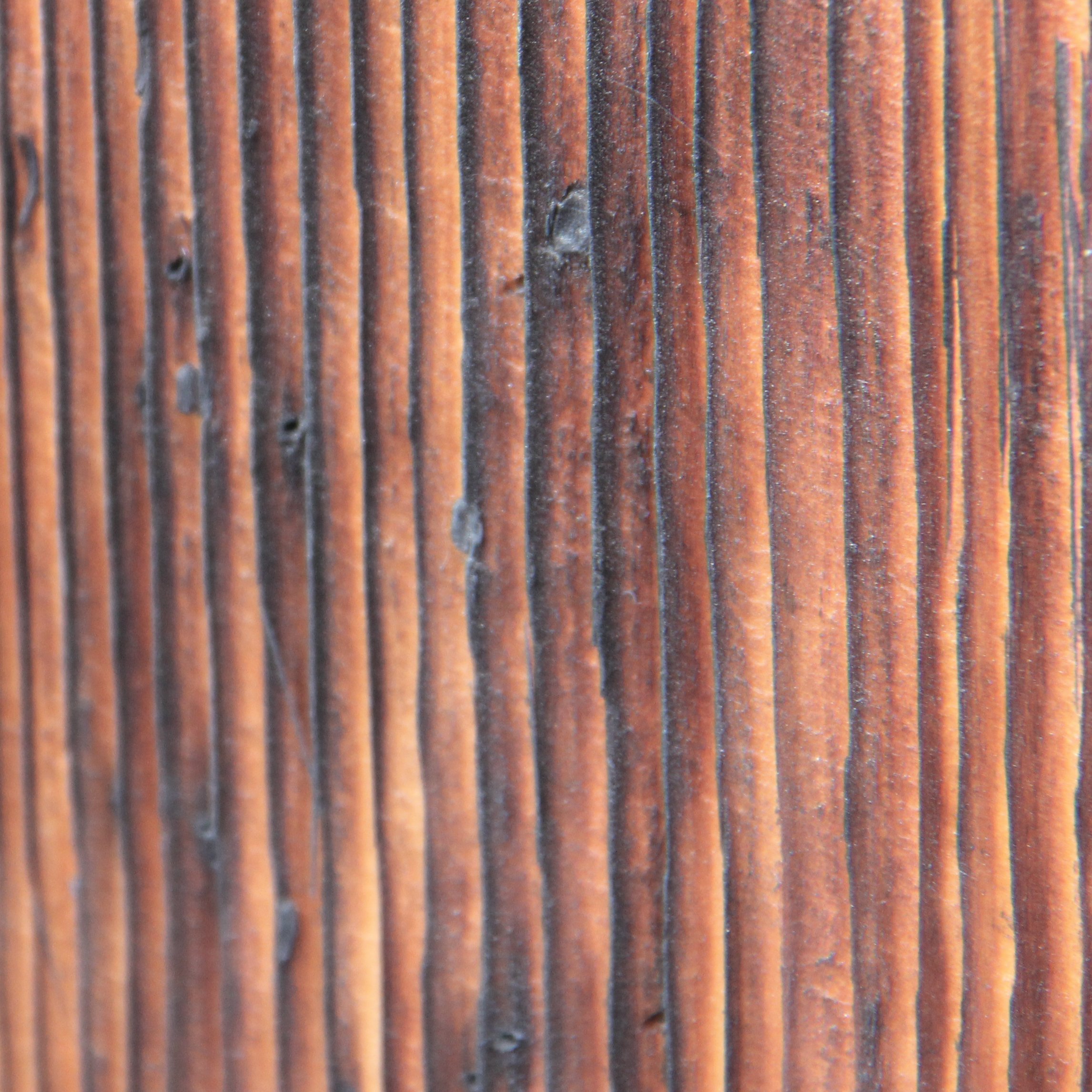
Fachada antiga em yakisugi: carvão desbotado.

## Aspecto cultural
Historicamente, o yakisugi está ligado à estética japonesa do wabi-sabi: fruto de diversos processos naturais (fotossíntese e fogo), não possui um aspeto geométrico controlado. Com o tempo, assume uma patina e essa mudança de aparência é percebida positivamente pelas pessoas que a confrontam. Estar no espírito wabi-sabi significa aceitar a superfície imperfeita do material, o desaparecimento gradual e irregular do carbono de sua superfície e a ideia de que não se pode prever com antecedência como o material ficará num mês, num ano ou num século.